# George Spencer (hrabia)
George John Spencer, 2. hrabia Spencer KG (ur. 1 września 1758 w Wimbledonie, zm. 10 listopada 1834 w Althorp) – brytyjski arystokrata i polityk, członek stronnictwa wigów.

## Życiorys
Był najstarszym synem Johna Spencera, 1. hrabiego Spencer, i Margaret Poyntz, córki Stephena Poyntza. Został ochrzczony w Wimbledonie 16 października 1758 r. Jego rodzicami chrzestnymi byli król Jerzy II, lord Cowper i lady Bateman. Wykształcenie odebrał w Harrow School (1770-1775), gdzie wygrał Srebrną Strzałę w zawodach łuczniczych w 1771 r., oraz w Trinity College na Uniwersytecie Cambridge (1776-1778). Studia ukończył z tytułem magistra sztuk.
W 1780 r. został wybrany do Izby Gmin jako reprezentant okręgu Northampton. Od 1782 r. reprezentował okręg wyborczy Surrey. Po śmierci ojca w 1783 r. odziedziczył tytuł 2. hrabiego Spencer i zasiadł w Izbie Lordów. W 1794 r. został Lordem Tajnej Pieczęci, a w latach 1794–1801 był pierwszym lordem Admiralicji w rządzie Williama Pitta Młodszego. W latach 1806–1807 ministrem spraw wewnętrznych w rządzie lorda Grenville’a. W 1799 r. otrzymał Order Podwiązki.
Był ponadto Wysokim Stewardem St Albans w latach 1783–1807, burmistrzem tego miasta w 1790 r., prezesem Royal Institution w latach 1813–1825 i komisarzem ds. przychodów publicznych w 1831 r. Od 1780 r. był członkiem Towarzystwa Królewskiego. Zmarł w 1834 r. Został pochowany 19 listopada w Great Brington.

## Życie prywatne

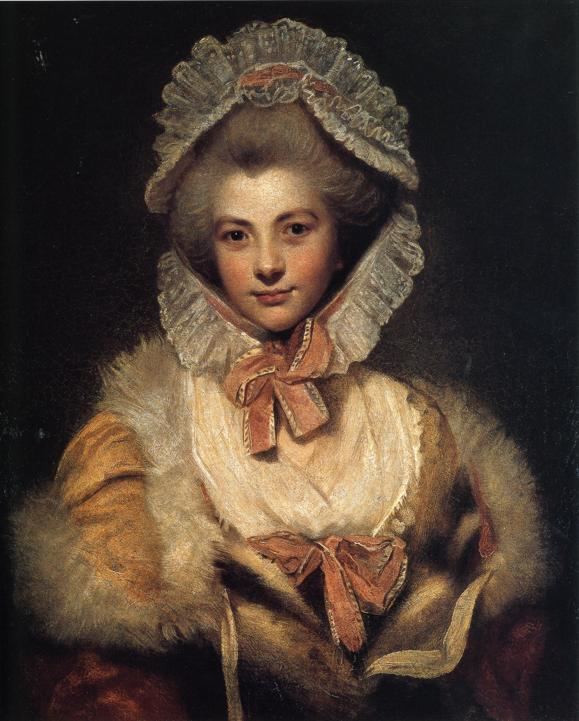
Lavinia, lady Spencer

6 marca 1781 r. w Londynie poślubił lady Lavinię Bingham (27 lipca 1762 – 8 czerwca 1831), córkę Charlesa Binghama, 1. hrabiego Lucan, i Margaret Smith, córki sir Jamesa Smitha. George i Lavinia mieli razem sześciu synów i trzy córki:
- John Charles Spencer (30 maja 1782 – 1 października 1845), 3. hrabia Spencer
- Sarah Spencer (29 lipca 1787 – 13 kwietnia 1870), żona William Lytteltona, 3. barona Lyttelton, miała dzieci
- Richard Spencer (18 października 1789 – 20 stycznia 1791)
- Robert Cavendish Spencer (24 października 1791 – 4 listopada 1830)
- William Spencer (1792)
- Harriet Spencer (1793)
- Georgiana Charlotte Spencer (1794 – 21 lutego 1823), żona George’a Quina, miała dzieci
- Frederick Spencer (14 kwietnia 1798 – 27 grudnia 1857), 4. hrabia Spencer
- George „Ignatius” Spencer (21 grudnia 1799 – 1 października 1864])